# Institut des Hauts-de-Seine
 (janvier 2016).
 (décembre 2015).
L’Institut des Hauts-de-Seine est un organisme de prévention, d’éducation et de solidarité qui participe à la lutte contre l'exclusion, la désocialisation et la solitude. Il emploie 20 permanents et 446 intermittents/annuel. Il est principalement financé par le Conseil départemental des Hauts-de-Seine.

## Campagnes de prévention sur la santé et la vie quotidienne

### Les Forums Giga la Vie
L'institut organise des interventions auprès des collèges du département pour sensibiliser les élèves sur les questions de la santé et de la citoyenneté et de prévention de la toxicomanie. En 2010, il aurait touché près de 8 000 personnes dans des forums (au sein des gymnases de la commune visitée) et chaque année 1 500 collégiens au sein même des établissements scolaires ,
,,,,, en partenariat avec la CPAM, la Police nationale, le service environnement et développement durable du Conseil général du 92, le Nid, Action Innocence. Ces actions ont pour objectifs de créer ou de prolonger un dialogue jugé insuffisant entre adultes-éducateurs et jeunes,

### Les Forums Giga Senior
Les Forums Giga Senior accompagnent les seniors dans leur vie quotidienne grâce à un programme de prévention et de dépistages. S’installant dans un des gymnases de la commune visitée, 150 intervenants accueillent chaque année près de 4 000 visiteurs de plus de 65 ans dans les différentes communes du 92 ,,,,,.
Grâce à la participation d’association (CAF, SOLRES92, CRAMIF, Ligue contre le cancer, ADK92, France AVC…), à différents partenariats (la CPAM, la Police Nationale, la Sécurité Routière,…), soit 14 modules animés par des spécialistes (médecins, psychologues,…), les forums permettent d’informer, sur plus de 50 stands, les visiteurs sur les thèmes de santé et de bien-être (diabète, ménopause, cancer, les accidents vasculaires, la rhumatologie, la nutrition…) et de proposer un espace de dépistage gratuit (auditif, visuel, dentaire, cardio-vasculaire,…) ainsi qu’un espace consacré à la vie quotidienne (loisirs, image de soi, habitat, accompagnement des dépendances,…)
Les Ateliers Prévention et Promotion de la Santé destinés aux femmes
L’Institut des Hauts-de-Seine organise des conférences et des ateliers santé afin d’informer et de sensibiliser régulièrement les femmes et les associations du département (Femmes Relais, Femmes Solidaires, l’Escale…) dans le domaine de la santé individuelle et familiale. Animés par des professionnels de la santé, ces ateliers, organisés au sein des cinq Écoles Françaises des Femmes, proposent des informations médicales et un suivi grâce à des consultations personnalisées.

## Organisation et animation d’actions et de solidarité et de lutte contre la solitude

### Sourire de Noël
Cette campagne s’adresse aux populations les plus défavorisées : personnes handicapées, personnes âgées, enfants hospitalisés, familles en situation de précarité.
La campagne sourire de Noël s’organise autour de trois grandes opérations de solidarité :
- la distribution de colis de Noël. Chaque année plus de 2 500 colis sont ainsi distribués par le personnel de l’Institut des Hauts-de-Seine dans les maisons de retraite, les hôpitaux, les instituts spécialisés, en présence d’un chanteur, d’un clown ou encore d’un magicien en fonction des populations;
- l’invitation à un spectacle de cirque [20];
- l’organisation, le matin de Noël, d’une fête durant laquelle une distribution de cadeaux est assurée par le Père Noël, une troupe de clowns et l'équipe de l’Institut des Hauts-de-Seine à l’hôpital d’Enfants de Margency (centre régional : oncologie et greffes)[21].

Chaque année plus de 2 500 colis sont distribués, près de 4 000 personnes sont invitées au spectacle de cirque et une centaine de cadeaux est distribuée le matin de Noël. Près de 138 établissements et 36 communes bénéficient de cette opération. 

### Sourire d’Été
La campagne Sourire d’Été est organisée en direction des personnes âgées isolées du département, avec la collaboration des services seniors des mairies, des maisons de retraite et des associations communales,,,,. Plus de 1 100 personnes âgées, soit 27 établissements et 21 communes bénéficient chaque année de cette opération .
L’Institut des Hauts-de-Seine invite les personnes âgées aptes à se déplacer à des après-midis dansant « au bord de la Seine », animés par un orchestre guinguette, accompagné d’un goûter.
Pour les personnes qui ne peuvent se déplacer, l’équipe de l’Institut des Hauts-de-Seine organise une animation itinérante, avec la participation d’un chanteur karaoké et d’une danseuse professionnelle, au sein même des établissements.

### Les Chœurs Vermeils
Chaque année, l’Institut des Hauts-de-Seine propose un festival d’art lyrique aux personnes âgées qui n’ont pas ou plus l’occasion de se rendre à l’Opéra
Le festival est organisé en direction des personnes âgées isolées du département avec la collaboration des services seniors des mairies, des maisons de retraite et associations communales,,,
Il reçoit chaque année près de 1 400 personnes âgées, soit près de 54 établissements, issues de 25 communes.
Dans le cadre de l’Orangerie du château de Sceaux l’Institut des Hauts-de-Seine propose[pas clair] un spectacle interprété par des solistes, des musiciens, ainsi que des danseurs classiques de l’Opéra.

### Sourire Hôpitaux
L’Institut des Hauts-de-Seine propose de divertir des enfants hospitalisés ou en instituts spécialisés qui n’ont pas, ou peu, l’occasion de sortir. En collaboration avec le personnel médical et les familles des enfants. L’Institut des Hauts-de-Seine propose des spectacles (danses, chants, théâtre,…) pour les enfants qui ont la possibilité de sortir de leurs chambres. Pour les plus fragiles, c’est directement aux chevets des enfants que clowns, conteurs ou musiciens viennent proposer leurs prestations.
Cette action est destinée aux enfants hospitalisés souffrant de pathologies lourdes et nécessitant des traitements de longue durée (chimiothérapie, attente de greffe, assistance respiratoire,…) et aux enfants polyhandicapés en institut spécialisés. L’équipe de l’Institut des Hauts-de-Seine rend visite annuellement à plus de 300 enfants répartis dans huit établissements et six communes du département.

## Les Écoles Françaises des Femmes
Dans la continuité des missions du Département des Hauts-de-Seine en matière d’insertion et d’accès à l’emploi, l’Institut des Hauts-de-Seine a ouvert six Ecoles Françaises des Femmes dans les Hauts-de-Seine (installées à Châtenay-Malabry,Gennevilliers,, Fontenay-aux-Roses,, Antony,, Clichy et Nanterre) et une dans les Yvelines dans la commune de Mantes-la-Jolie. Ces Ecoles proposent un cursus d’enseignement général en vue de permettre une insertion sociale et professionnelle. Les Ecoles sont ouvertes à toutes les femmes (dans la limite des places disponibles) souhaitant bénéficier de cet enseignement : femmes monoparentales, femmes migrantes, femmes en recherche d’emploi, femmes retraitées. 
Grâce à l’intervention de professionnels (professeurs, animateurs, juristes,…) et à un programme éducatif  ouvert sur l’enseignement du français, de la culture générale et de l’informatique,…ces Ecoles permettent aux femmes qui le veulent, d’approfondir leurs connaissances et leurs compétences dans leur vie quotidienne et professionnelle, d’être accompagnées dans leur désir de retour à l’emploi ou de requalification professionnelle.

## Fiche Technique

### Contexte général
- Champs d’actions : prévention, éducation et solidarité
- Zone d’influence : Les Hauts-de-Seine.

### Fiche d’identité
- Fondatrice : Bénédicte de Kerprigent
- Forme juridique : Association loi 1901
- Fondation : 1994
- Siège central : Nanterre, Île-de-France
- Président : Patrick Brun
- Présidents d'honneur : Jean-Patrick Lajonchere
- Directrice générale : Bénédicte de Kerprigent
- Secrétaire général : Philippe Losfeld
- Secrétaire général adjoint : Michel d'Orléans
- Trésorier : Yolande Deshayes